# Tasisat Daryaei Futsal Club
Tasisat Daryaei Futsal Club – irański klub futsalowy z siedzibą w mieście Teheran, obecnie występuje w najwyższej klasie rozgrywkowej Iranu.

## Sukcesy
- Klubowe Mistrzostwa AFC w futsalu (1): 2015
- Mistrzostwo Iranu (2): 2014/15, 2015/16